# Pixixiapan
Pixixiapan är en ort i Mexiko.   Den ligger i kommunen Santiago Tuxtla och delstaten Veracruz, i den sydöstra delen av landet, 400 km öster om huvudstaden Mexico City. Pixixiapan ligger 24 meter över havet och antalet invånare är 446.
Terrängen runt Pixixiapan är platt, och sluttar västerut. Runt Pixixiapan är det ganska tätbefolkat, med 104 invånare per kvadratkilometer. Närmaste större samhälle är Santiago Tuxtla, 19,9 km nordost om Pixixiapan. Omgivningarna runt Pixixiapan är en mosaik av jordbruksmark och naturlig växtlighet.